# Compagnie russe d'Amérique
La Compagnie russe d'Amérique ou plutôt  Compagnie russe-américaine selon le nom utilisé dans les documents diplomatiques russes  rédigés en français, langue internationale (en russe : Российско-американская компания ou Русско-американская компания, en anglais : Russian-American Company), dite aussi compagnie russe-américaine des fourrures, était une compagnie de commerce semi-étatique lancée par Grigori Chelikhov et Nikolaï Rezanov et financée par l'empereur Paul Ier en 1799. 

## Histoire
La charte, d'une durée de 20 ans renouvelables, accordait le monopole du commerce à la compagnie sur toutes les possessions russes en Amérique du Nord, incluant les îles Aléoutiennes et les territoires jusqu'à la latitude du 55e parallèle nord. Une seconde charte en 1821, étendit la concession plus au sud, jusqu'au 51e parallèle. Selon cette charte, un tiers des profits revenait au tsar.
Sous Alexandre Baranov, qui gouverna la région de 1790 à 1818, un établissement permanent fut créé en 1804 à Novo-Arkhangelsk (actuelle Sitka en Alaska) et un commerce prospère de fourrure fut organisé. 
La compagnie construisit des forts dans ce qui est aujourd'hui l'Alaska et la Californie. Le fort Ross, sur la côte californienne, juste au nord de San Francisco, était le poste le plus méridional de l'Amérique russe (aujourd'hui reconstruit, il a été transformé en musée historique).
Mais dans les années 1820, les profits du commerce de la fourrure commencèrent à décliner. Dès 1818, le gouvernement russe avait repris aux marchands qui détenaient la charte de commerce, le contrôle de la compagnie. L'explorateur et représentant officiel du gouvernement russe Ferdinand von Wrangel, qui avait été administrateur des intérêts du gouvernement dans l'Amérique russe une décennie plus tôt, fut le premier président de la compagnie durant son contrôle gouvernemental. La compagnie cessa ses activités commerciales en 1867, quand la vente de l'Alaska transféra le contrôle de cette région aux États-Unis.

## Gouverneurs  de la compagnie russe d'Amérique
Ci-dessous la liste des gouverneurs ou directeurs généraux de la compagnie. Beaucoup de leurs noms se retrouvent dans l'histoire de l'Alaska du sud-est. Noter que la transcription des noms peut varier suivant les sources.
| #  | Nom                                          | Mandats                           |
| -- | -------------------------------------------- | --------------------------------- |
| 1  | Alexandre Andreïevitch Baranov (1747–1819)   | 1799–11 janvier 1818              |
| 2  | Leonti Andrianovitch Hagemeister (1780–1833) | 11 janvier 1818–24 octobre 1818   |
| 3  | Semion Ivanovitch Ianovski (1788-1876)       | 24 octobre 1818–15 septembre 1820 |
| 4  | Matveï Ivanovitch Mouraviev (1784–1826)      | 15 septembre 1820–14 octobre 1825 |
| 5  | Piotr Igorovitch Tchistiakov (1790–1862)     | 14 octobre 1825–1er juin 1830     |
| 6  | Ferdinand von Wrangel (1797–1870)            | 1er juin 1830–29 octobre 1835     |
| 7  | Ivan Antonovitch Koupreïanov (1800–1857)     | 29 octobre 1835–25 mai 1840       |
| 8  | Adolf Karlovitch Etolin (1798–1876)          | 25 mai 1840–9 juillet 1845        |
| 9  | Mikhaïl Dmitrievitch Tebenkov (1802–1872)    | 9 juillet 1845–14 octobre 1850    |
| 10 | Nikolaï Iakovlevitch Rozenberg (1807-1857)   | 14 octobre 1850–31 mars 1853      |
| 11 | Alexandre Ilitch Roudakov (1817-1875)        | 31 mars 1853–22 avril 1854        |
| 12 | Stepan Vassilievitch Voïevodski (1805-1884)  | 22 avril 1854–22 juin 1859        |
| 13 | Johann Hampus Furuhjelm (1821–1909)          | 22 juin 1859–2 décembre 1863      |
| 14 | Dmitri Petrovitch Maksoutov (1832–1889)      | 2 décembre 1863–18 octobre 1867   |